# Chitry
Chitry település Franciaországban, Yonne megyében. Lakosainak száma 348 fő (2022. január 1.). Chitry Beine, Courgis, Quenne, Saint-Bris-le-Vineux, Saint-Cyr-les-Colons és Venoy községekkel határos.

## Népesség
A település népességének változása:
| Lakosok száma | 364  | 356  | 363  | 353  | 349  | 345  | 341  | 343  | 348  |
|               | 2013 | 2015 | 2016 | 2017 | 2018 | 2019 | 2020 | 2021 | 2022 |